# Wilhelm Korak
Wilhelm Josef Korak (* 19. Juli 1974 in Klagenfurt am Wörthersee) ist ein österreichischer Politiker (ehemals BZÖ). Er war von 2013 bis 2018 Abgeordneter zum Kärntner Landtag.

## Ausbildung und Beruf
Korak besuchte die Volksschule in Brückl und wechselte danach an die Hauptschule Brückl. Er beendete die Pflichtschule am Polytechnischen Lehrgang in Sankt Veit an der Glan und absolvierte in der Folge eine Lehre als Fleischer, wobei er die Berufsschule in Klagenfurt besuchte. Er leistete seinen Grundwehrdienst beim Österreichischen Bundesheer ab und war zudem Zeitsoldat. Beruflich war er als Lagerleiter und im Verkauf der Firma Röhrich aktiv, zudem arbeitete er als Filialleiter der Hofer KG und war Gebietsleiter für Kärnten und der Steiermark für die Firma Fressnapf. Zuletzt wurde er Bundes- und Landesgeschäftsführer des BZÖ.

## Politik
Korak wechselte Anfang April 2008 in die Politik und übernahm Funktionen in der Organisation des BZÖ Kärnten bzw. der BZÖ-Bundesorganisation für die Nationalratswahl 2008. Danach arbeitete er an der Organisation der Landtags- und Gemeinderatswahl 2009 mit, wobei er selbst zum Gemeinderat in der Gemeinde Brückl gewählt wurde. Im Zuge der Spaltung des BZÖ Ende 2009 verblieb Korak beim BZÖ und wurde in der Folge zum Bundes- und Kärntner Landesgeschäftsführer bestellt, wobei er die Bundesgeschäftsführertätigkeit von 2010 bis Mitte 2011 ausübte. Korak kandidierte in der Folge bei der Landtagswahl 2013 und wurde am 28. März 2013 als Abgeordneter angelobt. Er bildete zusammen mit Johanna Trodt-Limpl die BZÖ Interessensgemeinschaft Kärnten, da auf Grund der geringen Mandatszahl kein Klubstatus möglich war, und war Obfrau-Stellvertreter der Interessensgemeinschaft. Zudem war er auch BZÖ-Landesobfraustellvertreter von Trodt-Limpl. 
Bereits kurz nach der Landtagswahl 2013 kam es zwischen den beiden BZÖ-Landtagsabgeordneten und dem Bundes-BZÖ zu Differenzen, im Herbst 2013 wurde Korak schließlich nach Kritik an Bündnisobmann Josef Bucher vom Bundes-BZÖ ausgeschlossen. Im Juli 2017 trat er gemeinsam mit Johanna Trodt-Limpl aus dem Kärntner BZÖ aus.

## Privates
Korak lebt in einer Lebensgemeinschaft und wohnt in St. Filippen.